# Црква Светог Јована Богослова у Шајинцу
Црква Светог Јована Богослова у Шајинцу, насељеном месту на територији Општине Трговиште, православни је храм који припада Епархији врањској Српске православне цркве.
Црква посвећена Светом Јовану Богослову обновљена је 1934. године, на темељима старе цркве, посвећене Светом Јовану Крститељу. Подаци о години изградње нису сачувани, али нам даровање на иконостасу говори да је црква настала у периоду између 1850. и 1860. године, па чак и да је постојала много раније, јер се у њеној непосредној близини налази неколико надгробних споменика, од којих на једном стоји година 1757.
Проскомидија цркве је из 1905. године, док је иконостас дело зографа Данила и датира из 1860. године. На иконостасу има 30 икона. У олтарском простору и апсиди сачувано је зидно сликарство.
Благословом епископа врањског Пахомија, а залагањем Општине Трговиште, Црквеног одбора, мештана и надлежног свештеника, 2010. године започета је велика обнова цркве и звоника, која је завршена 2018. године.